# Grogue
Pour les articles homonymes, voir Grog (homonymie).

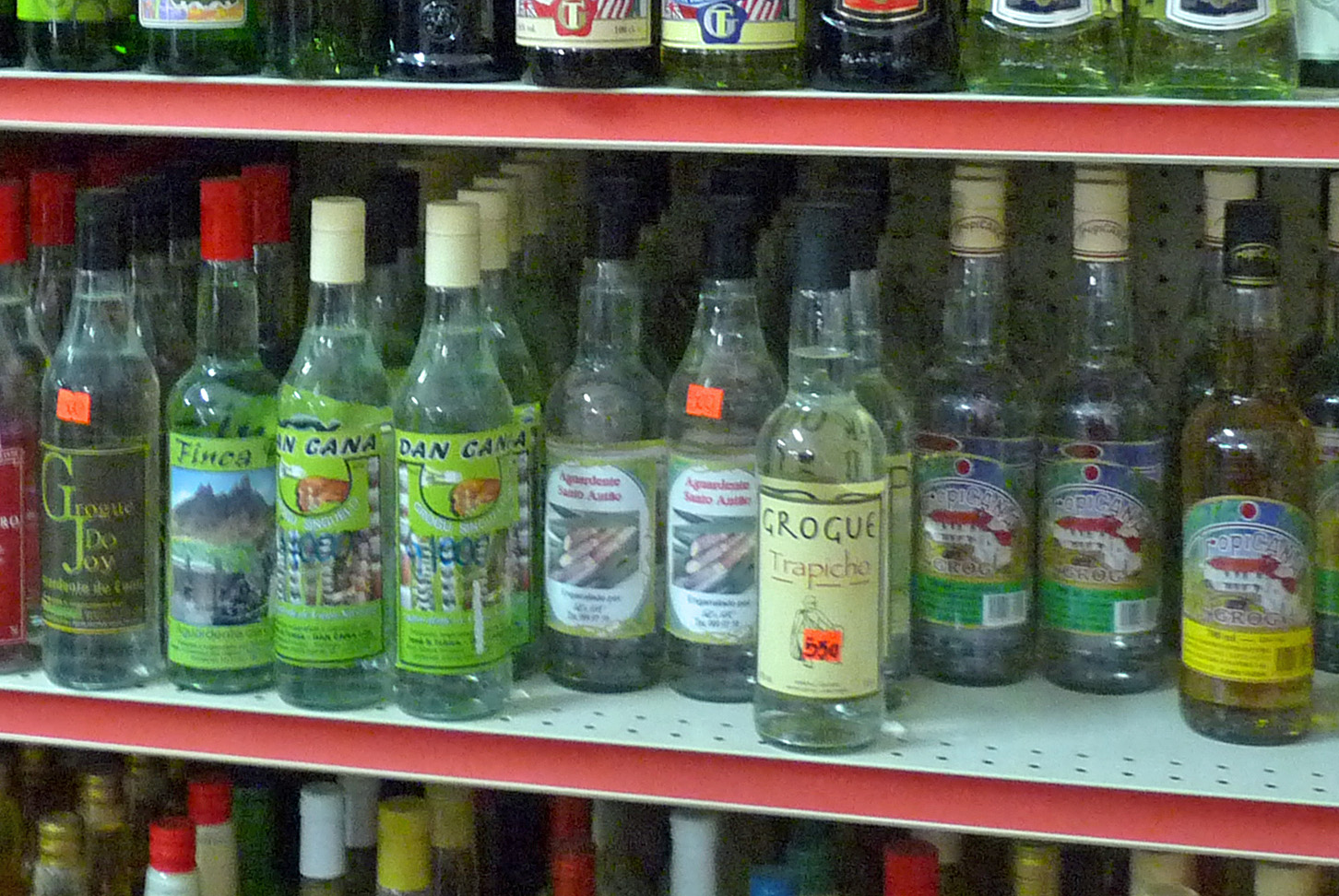
Variétés de grogue du Cap-Vert

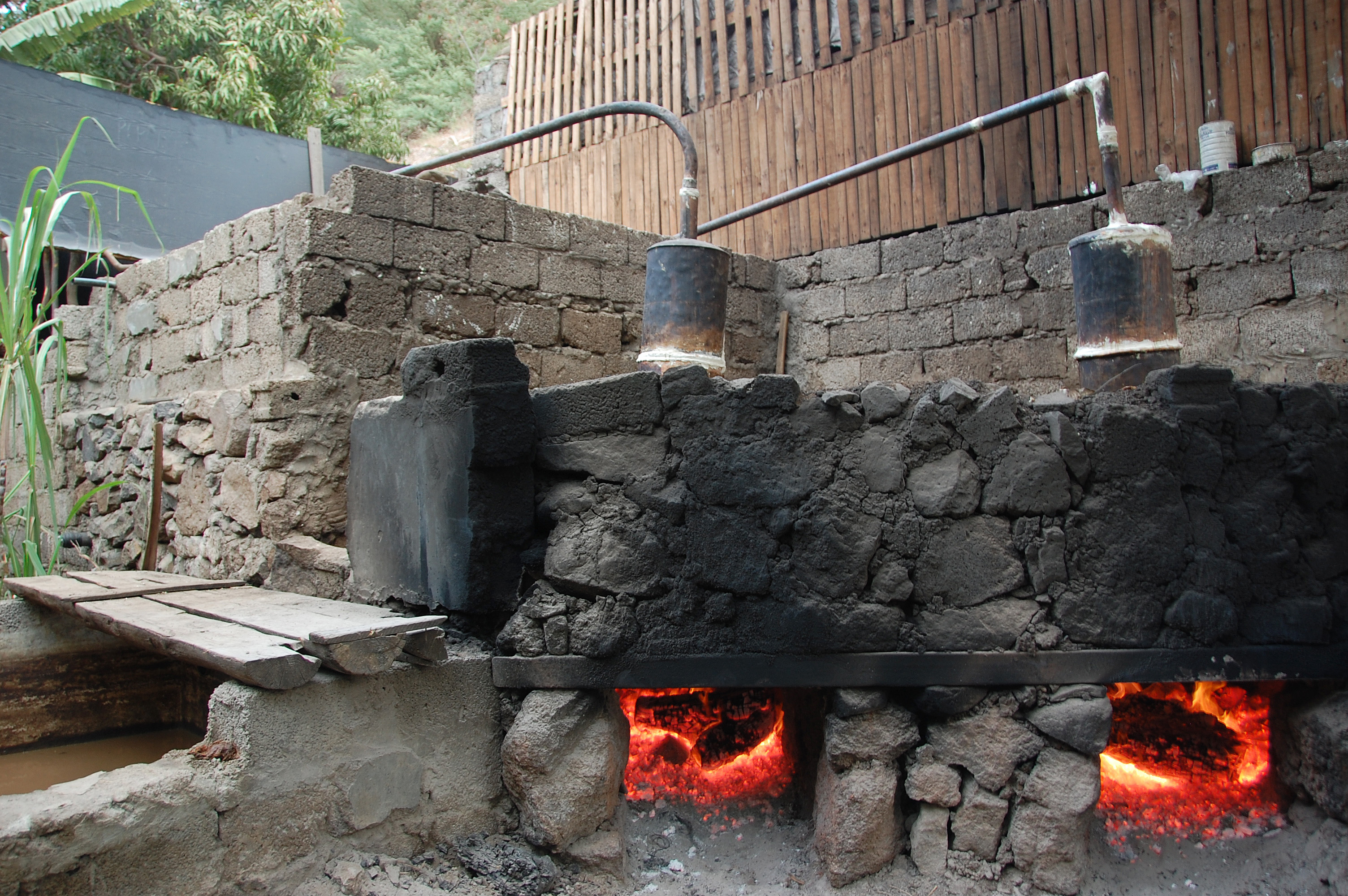
Distillerie à Cidade Velha

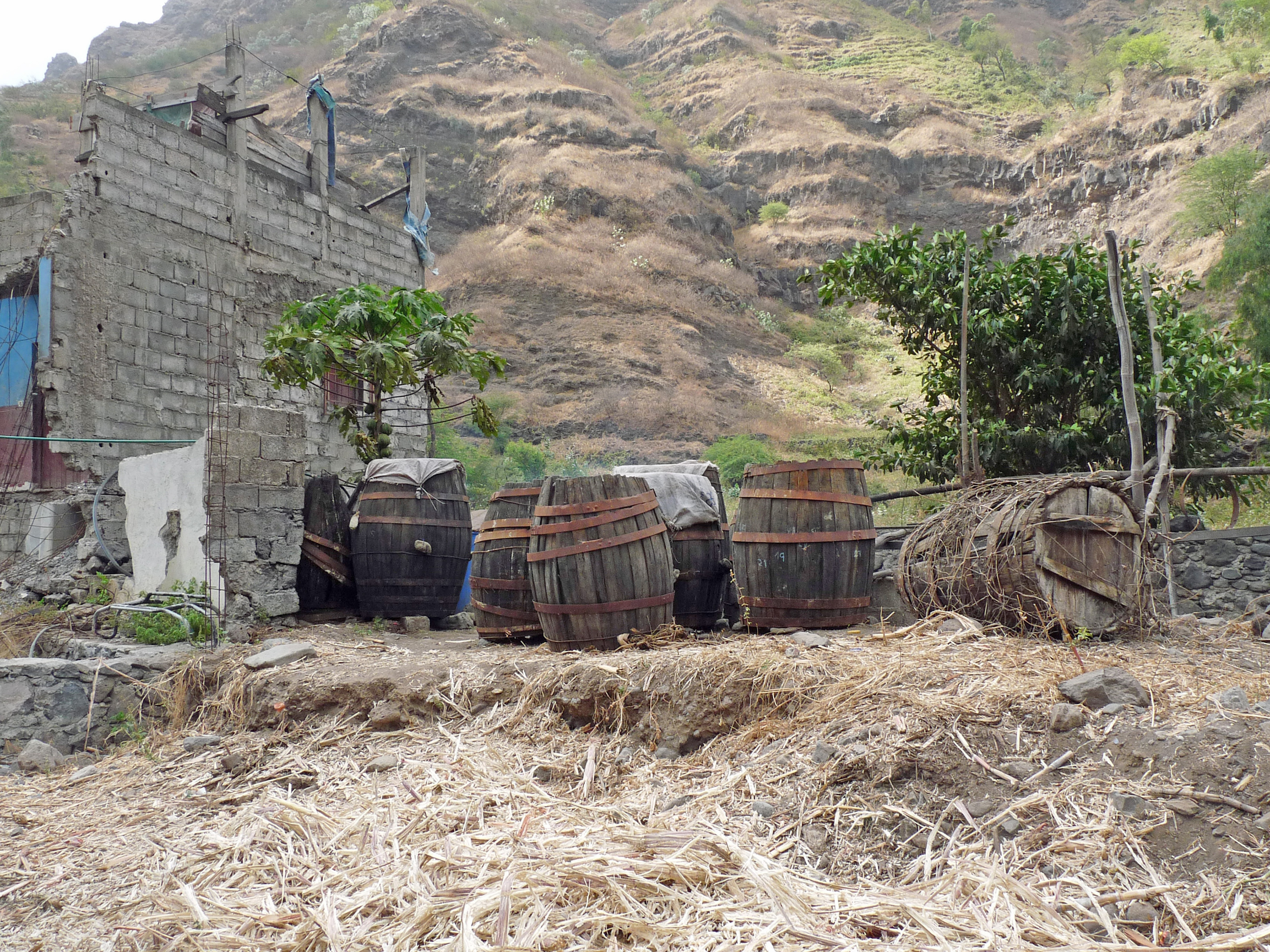
Canne à sucre déchiquetée dans une distillerie de Ribeira Principal

Le grogue (grogu ou grog en créole cap-verdien, également aguardente) est une eau-de-vie à forte teneur en alcool produite à partir de la canne à sucre, apparentée au rhum agricole. C'est la boisson nationale du Cap-Vert, dont elle constitue l'un des symboles culturels, au même titre que la cachupa ou la morna.

## Origine
Le grogue est le plus souvent originaire de l'île de Santo Antão – notamment de la vallée de Ribeira do Paul. Plus arrosée que d'autres îles, Santo Antão a la réputation de produire le meilleur grogue de l'archipel, mais on en distille aussi à Santiago. Les grogues les plus médiocres proviennent de canne à sucre importée et contiennent parfois des additifs de synthèse.

## Production
La production globale reste modeste et sa consommation surtout locale, très populaire. En effet, alors que les classes aisées privilégient le whisky, le brandy ou la vodka et que les classes moyennes préfèrent le vin, local ou importé, ce sont surtout les plus pauvres – c'est-à-dire la majorité – qui boivent du grogue. L'alcoolisme masculin est assez répandu, surtout dans les îles agricoles. Les méfaits d'une consommation excessive de grogue sont également observés au sein de l'importante communauté cap-verdienne de Dakar (Sénégal).
Associé à la mélasse, le grogue entre dans la composition du ponche (punch).